# IC 1991
IC 1991 је спирална галаксија у сазвјежђу Часовник која се налази на листи објеката дубоког неба у Индекс каталогу.
Деклинација објекта је - 51° 31' 26" а ректасцензија 3h 44m 46,4s. Привидна величина (магнитуда) објекта IC 1991 износи 15,4 а фотографска магнитуда 16,2. IC 1991 је још познат и под ознакама ESO 200-56, PGC 13734.